# Hövelhofer SV
Der Hövelhofer SV (vollständiger Name: Hövelhofer Sportverein e. V.) ist ein Fußballverein aus Hövelhof im Kreis Paderborn. Die erste Männermannschaft spielte in der Saison 2001/02 in der damals viertklassigen Oberliga Westfalen.

## Geschichte
Gegründet wurde der Hövelhofer SV als Mehrspartenverein am 7. Juli 1946. Die Tischtennisabteilung spaltete sich später unter dem Namen TTV Hövelhof ab. Das genaue Datum der Abspaltung ist unbekannt. Die Schwimmabteilung ging am 1. Januar 2003 den gleichen Weg und spaltete sich als Hövelhofer Schwimmverein ab. Die im Jahre 1982 gegründete Handballabteilung spaltete sich im Jahre 2003 unter dem Namen HC Hövelhof ab. Seit 1994 bilden die Hövelhofer Handballer mit der Handballabteilung der TuSG Augustdorf die Spielgemeinschaft HSG Augustdorf/Hövelhof. Diese tritt seit dem 1. Juli 2020 unter dem Namen SG Sandhasen – Augustdorf – Hövelhof an.

### Frühe Jahre (1946 bis 1980)
Gleich in der ersten Saison wurde die Mannschaft nach einem Entscheidungsspielsieg über Blau-Weiß Wewer Kreismeister und stieg in die Bezirksklasse auf. Dort erreichte der HSV zumeist Platzierungen im Mittelfeld und musste 1957 zurück in die Kreisklasse. Nach dem direkten Wiederaufstieg wurden die Hövelhofer im Jahre 1960 Vizemeister mit zwei Punkten Rückstand auf den Delbrücker SC. Im Jahre 1966 gelang schließlich der Aufstieg in die seinerzeit viertklassige Landesliga mit 52:8 Punkten. Großen Anteil an diesem Erfolg hatte die Heimstärke des HSV, der fast zweieinhalb Jahre lang in der heimischen Waldkampfbahn ungeschlagen blieb.
Nach einem fünften Platz in der Aufstiegssaison 1966/67 wechselte die Mannschaft für ein Jahr in die Gruppe 5, wo der BV Brambauer die Hövelhofer Heimserie beendete. 1968 kehrte der HSV erneut in die Gruppe 1 zurück und kämpfte gegen den Abstieg. Dieser folgte 1970 äußerst unglücklich, als die Hövelhofer Mannschaft am letzten Spieltag eine 3:0-Halbzeitführung vergab und noch 3:3 spielte. Damit fehlte ein Punkt auf den TBV Lemgo, der den letzten Nichtabstiegsplatz einnahm. Die 1970er Jahre begannen mit der Vizemeisterschaft hinter dem VfL Geseke 1971, bevor der HSV den Rest der Dekade in der Bezirksliga verbrachte und einige Male lange gegen den Abstieg kämpfen musste. Erst im Jahre 1980 gelang mit 13 Punkten Vorsprung auf den Vizemeister der zweite Aufstieg in die Landesliga.

### Weg nach oben (1980 bis 2001)
In der Aufstiegssaison konnte der Klassenerhalt nur knapp gesichert werden. Danach steigerte sich der HSV von Jahr zu Jahr und schloss 1983 die Saison punktgleich mit dem FC Stukenbrock ab. Das Entscheidungsspiel um die Meisterschaft im neutralen Detmold gewannen die Hövelhofer vor 2.500 Zuschauern mit 3:2 nach Verlängerung. Der Siegtreffer für den HSV fiel erst in der vorletzten Minute der Verlängerung und brachte dem Verein den erstmaligen Sprung in die Verbandsliga. Der Klassenerhalt wurde erst durch einen Entscheidungsspielsieg gegen den SV Schmallenberg gesichert, ehe der HSV sich mehrere Jahre im Mittelfeld halten konnte, ehe die Mannschaft 1988 als abgeschlagener Tabellenletzter wieder in die Landesliga zurück musste. Vereinsinterne Turbulenzen sorgten im Jahre 1990 für den Abstieg in die Bezirksliga.
Die Mannschaft wurde in den folgenden Jahren stark verjüngt und erreichte 1995 die Vizemeisterschaft hinter SuS Bad Westernkotten. Ein Jahr später gelang der Aufstieg in die Landesliga. Dort wurde der HSV in der Aufstiegssaison 1996/97 Vizemeister hinter Westfalia Rhynern und wurde ein Jahr später Meister. Zurück in der Verbandsliga konnten sich die Hövelhofer schnell etablieren und wurde in der Saison 2000/01 hinter dem VfB Fichte Bielefeld. Der HSV hatte nun in einem Entscheidungsspiel gegen die SpVgg Erkenschwick die Chance auf den Aufstieg in die Oberliga. Vor tausend Zuschauern im neutralen Hammer Mahlbergstadion, darunter 700 Erkenschwicker Anhänger, gewannen die Hövelhofer durch ein Tor von Mark Sawkill mit 1:0 und stiegen auf.

### Niedergang und Gegenwart (seit 2001)
Die Oberligasaison 2001/02 schlossen die Hövelhofer als Letzter ab und mussten in die Verbandsliga zurück. Tiefpunkt der Saison war eine 2:7-Heimniederlage gegen die Amateurmannschaft von Borussia Dortmund. Es folgten mehrere Jahre im Mittelfeld der Verbandsliga, ehe es im Jahre 2006 wieder zurück in die Landesliga ging. Drei Jahre später gelang mit einem Punkt Vorsprung auf den VfK Weddinghofen die erneute Rückkehr in die Westfalenliga. Hier kam der HSV nicht über den Abstiegskampf hinaus und musste im Jahre 2012 den erneuten Abstieg in die Landesliga hinnehmen. Drei Jahre später verpassten die Hövelhofer durch eine 0:2-Niederlage im direkten Duell gegen den SV Spexard den Wiederaufstieg.
Im Jahre 2017 stieg der HSV dann in die Bezirksliga ab, schaffte aber den direkten Wiederaufstieg. Erneut ging es 2022 hinunter in die Bezirksliga, nachdem die Hövelhofer am letzten Spieltag noch auf einen Abstiegsplatz rutschten. Dort wurde die Mannschaft in der folgenden Saison 2022/23 Vizemeister hinter SuS Westenholz. Es folgte eine Aufstiegsrunde der Vizemeister, bei der die Hövelhofer über die Stationen TuS Brake und Westfalia Huckarde das Halbfinale erreichten, wo die Mannschaft mit 1:3 nach Verlängerung an Borussia Münster scheiterte. In der folgenden Saison 2023/24 gelang dann als Meister der Wiederaufstieg in die Landesliga.

## Erfolge
- Aufstieg in die Oberliga Westfalen: 2001
- Aufstieg in die Verbandsliga Westfalen: 1983, 1998, 2009
- Aufstieg in die Landesliga Westfalen: 1966, 1980, 1996, 2018, 2024
- Kreispokalsieger Paderborn: 2022

## Stadion
Spielstätte des Hövelhofer SV ist die Waldkampfbahn an der Von-der-Recke-Straße mit einer Kapazität von 8000 Plätzen. Gespielt wird auf Naturrasen. Die Spielfläche ist von einer Laufbahn für Leichtathletik umgeben. Neben dem Stadion befindet sich noch ein Kunstrasenplatz sowie das Vereinsheim.

## Persönlichkeiten
- Thorsten Becker
- Luis Engelns
- Markus Epping
- Werner Gans
- Eric Groeleken
- Angelika Gulba
- Sebastian Hille
- Ardian Jevric
- Oliver Roggensack